# Carl Still
Carl Still (* 2. August 1868 in Struthütten; † 8. August 1951 in Recklinghausen) war ein deutscher Maschinenbau-Ingenieur und Unternehmer, der in der Entwicklung der Kokereitechnik hervortrat.

## Leben
Von 1882 bis 1883 besuchte Still die Maschinenbauschule in Betzdorf und von 1888 bis 1890 die Maschinenbauschule in Holzminden, die er mit Prädikatsexamen abschloss. Nach seinem Studium arbeitete er zunächst bei der Maschinenfabrik Baum in Herne und ging später zu dem in Dahlhausen ansässigen Anlagenbau-Unternehmen Dr. C. Otto & Comp. Nachdem Still mit seiner analytischen Herangehensweise schnell an seine beruflichen Grenzen stieß, machte er sich mit einem eigenen Ingenieurbüro selbstständig. Dies führte am 1. Mai 1898 zur Gründung der Firma Carl Still in Recklinghausen.
Bereits im Gründungsjahr realisierte er mit seiner Firma eine großtechnische Versuchsanlage bei der Zeche König Ludwig in Recklinghausen.
1899 baute Still eine Benzolgewinnungsanlage auf der Zeche Lothringen in Gerthe. So gelang es ihm, sich in sehr kurzer Zeit einen Namen auf dem Gebiete der Kohlenwertstoffgewinnung für Benzolfabriken, Rohgaskondensationen, Ammoniakfabriken und Teer-Destillationen zu machen. Im Jahr 1906 begann die Firma Still dann mit der Errichtung von Koksofenanlagen. Auf diesem Gebiet errang sie Weltruhm durch die Entwicklung neuer Verfahren, die es ermöglichten, anstatt der bislang üblichen zwei Meter hohen Koksöfen nun Öfen mit einer Höhe von bis zu sechs Metern zu errichten. Diese Kokereitechnik wurde bekannt als System Still.
Sein wissenschaftliches Interesse brachte ihn in Kontakt zu Physikern und Mathematikern, so entwickelten sich Freundschaften zu Max Born, Max Planck oder Richard Courant. 1943 bot Still Max Planck und dessen Frau Unterkunft in seinem Gutshaus bei Burg Rogätz, als deren Wohnhaus in Berlin durch Bombenschäden nicht mehr bewohnbar war. Die Arbeit des Mathematikers Heinrich Behnke wurde durch Still finanziell unterstützt.
1918 wurde Still von der Technischen Hochschule Aachen die Ehrendoktorwürde (als Dr.-Ing. E. h.) verliehen. 1929 stiftete er den Carl-Still-Preis, der Schüler des Gymnasiums Petrinum Recklinghausen in ihrer wissenschaftlichen Entwicklung fördern sollte.
Nach seinem Tod im Jahre 1951 führte sein Sohn Karl-Friedrich Still (* 1911) den mittlerweile international operierenden Konzern weiter. Nach einigen Unternehmenszukäufen und Konsolidierungen in der deutschen Stahlindustrie in den 1980er Jahren verkaufte die Familie Still ihr Unternehmen an den Thyssen-Konzern.